# Chironomus subrectus
Chironomus subrectus är en tvåvingeart som beskrevs av Jean-Jacques Kieffer 1922. Chironomus subrectus ingår i släktet Chironomus och familjen fjädermyggor.
Artens utbredningsområde är Tyskland. Inga underarter finns listade i Catalogue of Life.